# 吉田宗弘
吉田 宗弘（よしだ もとひろ、1974年8月25日－）は、大阪府吹田市出身の元サッカー選手、サッカー指導者。ポジションはゴールキーパー。

## 来歴
吹田市立千里新田小学校の4年生からサッカー部に入部し、本格的にサッカーをはじめた。その後、大阪府立茨木高等学校を経て、慶應義塾大学へ入学してソッカー部に所属した。
1997年に柏レイソルへ入団。1999年と2000年はリーグ戦で約10試合ほど出場機会を得たものの同時期に南雄太が土肥洋一に代わって正GKに定着したためレギュラー獲得には至らず、2003年に柏時代の恩師である西野朗を頼って、地元のガンバ大阪へ完全移籍。だが、都築龍太の退団によってポジションを掴んだ松代直樹の後塵を拝して正GKを掴めなかった。
その後、コンサドーレ札幌から藤ヶ谷陽介の加入もあって、2005年にセレッソ大阪へ移籍。移籍後はプロ生活9年目にして初めてレギュラーとなり、リーグ戦全34試合にフル出場。体格と周囲との連携を生かした堅守でクラブの優勝争いと5位に貢献し、ベストイレブンにも輝いた。2006年も2年連続で全試合にフル出場したが、クラブは前年の優勝争いから一転して17位と低迷しJ2へ降格。2007年もJ2のリーグ戦全48試合にフル出場したが、チームは序盤の出遅れが響いて5位に終わり1年でのJ1復帰はならなかった。
2008年、アビスパ福岡へ完全移籍。同年は中盤戦以降神山竜一からポジションを奪って20試合に出場した。2009年は神山が故障で長期離脱したため開幕から出場を続けていたが、若手の六反勇治の台頭もあって終盤戦はポジションを失い、シーズン終了後に戦力外通告を受けた。
2010年にJFLのFC町田ゼルビアへ移籍。2011年は若手の修行智仁とポジションを争い23試合に出場。修行が負傷離脱した後はレギュラーを務め、J2昇格を果たし、同年限りで現役を引退した。
2012年から町田のGKコーチを務める。
2014年にガンバ大阪ユースGKコーチに就任。
2017年に京都サンガF.C.のトップチームGKコーチに就任。
2019年にファジアーノ岡山FCのGKコーチに就任。
2022年にガンバ大阪のトップチームGKコーチに就任。

## プレースタイル
- 一見派手なスーパーセーブこそ少ないが、的確な判断とミスの少ない安定したプレーが特徴の堅実な選手であった。また、素早く正確なスローによるフィードも特徴のひとつであった。

## 所属クラブ
ユース経歴
- 1990年 - 1992年 大阪府立茨木高校
- 1993年 - 1996年 慶應義塾大学

プロ経歴
- 1997年 - 2002年 柏レイソル
- 2003年 - 2004年 ガンバ大阪
- 2005年 - 2007年 セレッソ大阪
- 2008年 - 2009年 アビスパ福岡
- 2010年 - 2011年 FC町田ゼルビア

## 個人成績
| 国内大会個人成績 | 国内大会個人成績 | 国内大会個人成績 | 国内大会個人成績 | 国内大会個人成績 | 国内大会個人成績 | 国内大会個人成績 | 国内大会個人成績 | 国内大会個人成績 | 国内大会個人成績 | 国内大会個人成績 | 国内大会個人成績 |
| 年度             | クラブ           | 背番号           | リーグ           | リーグ戦         | リーグ戦         | リーグ杯         | リーグ杯         | オープン杯       | オープン杯       | 期間通算         | 期間通算         |
| 年度             | クラブ           | 背番号           | リーグ           | 出場             | 得点             | 出場             | 得点             | 出場             | 得点             | 出場             | 得点             |
| 日本             | 日本             | 日本             | 日本             | リーグ戦         | リーグ戦         | リーグ杯         | リーグ杯         | 天皇杯           | 天皇杯           | 期間通算         | 期間通算         |
| ---------------- | ---------------- | ---------------- | ---------------- | ---------------- | ---------------- | ---------------- | ---------------- | ---------------- | ---------------- | ---------------- | ---------------- |
| 1997             | 柏               | 31               | J                | 0                | 0                | 0                | 0                | 0                | 0                | 0                | 0                |
| 1998             | 柏               | 22               | J                | 0                | 0                | 0                | 0                | 0                | 0                | 0                | 0                |
| 1999             | 柏               | 22               | J1               | 11               | 0                | 7                | 0                | 0                | 0                | 18               | 0                |
| 2000             | 柏               | 22               | J1               | 10               | 0                | 2                | 0                | 0                | 0                | 12               | 0                |
| 2001             | 柏               | 22               | J1               | 0                | 0                | 0                | 0                | 0                | 0                | 0                | 0                |
| 2002             | 柏               | 22               | J1               | 3                | 0                | 0                | 0                | 0                | 0                | 3                | 0                |
| 2003             | G大阪            | 22               | J1               | 0                | 0                | 2                | 0                | 0                | 0                | 2                | 0                |
| 2004             | G大阪            | 22               | J1               | 1                | 0                | 0                | 0                | 0                | 0                | 1                | 0                |
| 2005             | C大阪            | 22               | J1               | 34               | 0                | 8                | 0                | 3                | 0                | 45               | 0                |
| 2006             | C大阪            | 22               | J1               | 34               | 0                | 7                | 0                | 0                | 0                | 41               | 0                |
| 2007             | C大阪            | 22               | J2               | 48               | 0                | -                | -                | 2                | 0                | 50               | 0                |
| 2008             | 福岡             | 22               | J2               | 20               | 0                | -                | -                | 1                | 0                | 21               | 0                |
| 2009             | 福岡             | 22               | J2               | 36               | 0                | -                | -                | 1                | 0                | 37               | 0                |
| 2010             | 町田             | 22               | JFL              | 25               | 0                | -                | -                | 1                | 0                | 26               | 0                |
| 2011             | 町田             | 22               | JFL              | 23               | 0                | -                | -                | 2                | 0                | 25               | 0                |
| 通算             | 日本             | 日本             | J1               | 93               | 0                | 26               | 0                | 3                | 0                | 122              | 0                |
| 通算             | 日本             | 日本             | J2               | 104              | 0                | -                | -                | 4                | 0                | 108              | 0                |
| 通算             | 日本             | 日本             | JFL              | 48               | 0                | -                | -                | 3                | 0                | 51               | 0                |
| 総通算           | 総通算           | 総通算           | 総通算           | 245              | 0                | 26               | 0                | 10               | 0                | 281              | 0                |

- 公式戦初出場 - 1999年4月7日 ヤマザキナビスコカップ1回戦第1戦 vsアルビレックス新潟（新潟市陸上競技場）
- Jリーグ初出場 - 1999年4月10日 J1.1st 第6節 vsジュビロ磐田（日立柏サッカー場）

## 指導歴
- 2012年 - 2013年 FC町田ゼルビア：トップチームGKコーチ
- 2014年 - 2016年 ガンバ大阪：ユースGKコーチ
- 2017年 - 2018年 京都サンガF.C.：トップチームGKコーチ
- 2019年 - 2021年 ファジアーノ岡山FC：トップチームGKコーチ
- 2022年 - ガンバ大阪：トップチームGKコーチ

## タイトル

### クラブ
柏レイソル
- Jリーグカップ：1回（1999年）

FC町田ゼルビア
- 東京都サッカートーナメント：1回（2011年）

### 個人
- Jリーグベストイレブン：1回（2005年）